# 统万城
38°00′01″N 108°51′04″E / 38.000239°N 108.851124°E
统万城，又稱白城子，位于中华人民共和国陕西省榆林市靖边县城北50公里紅墩界鎭的无定河北岸，最早是5世纪初大夏的都城，也是匈奴在中国境內留下的唯一一座都城遗址。在大夏国灭亡后，该城池先后成为夏州、朔方郡及夏州都督府的驻地，后被党项族所占据。由于城池四周荒漠化加剧等原因，994年，宋太宗下令毁坏该城并将城内居民迁出，统万城逐渐被荒废，至明初完全废弃。1845年，统万城遗址重新被发现，1956年得到正式确认。1996年，统万城被列为全国重点文物保护单位。

## 历史

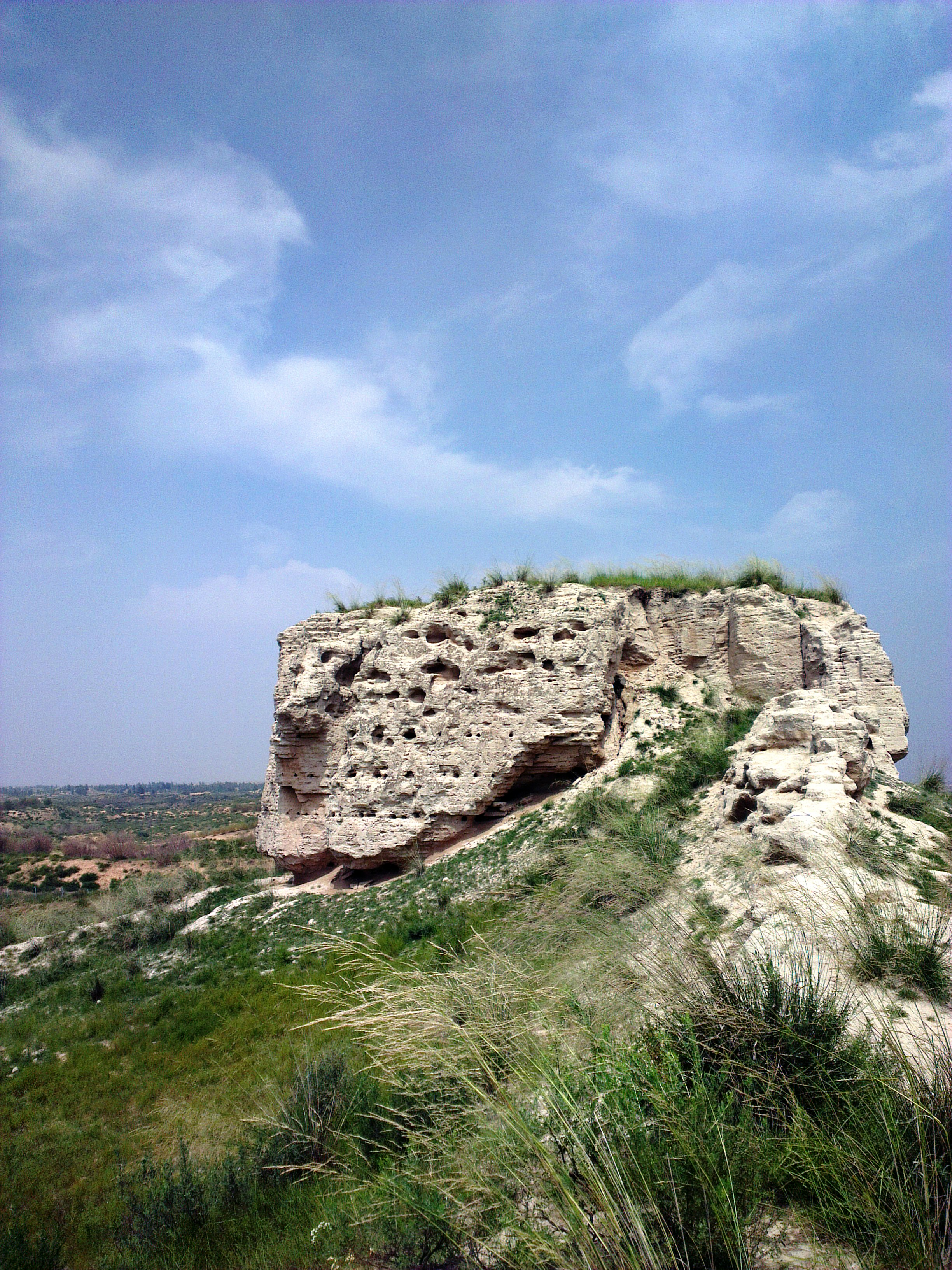
统万城遗址的一角

公元413年，大夏国皇帝赫连勃勃在无定河畔一处水草丰美、并且适宜建城的地方建造新都城:165，以叱干阿利为将作大匠。赫连勃勃取“一统天下，君临万邦”之意，将新城命名为“统万城”。这次筑城共动用了10万余人的劳力，叱干阿利在监工时采用“蒸土筑城”的方法，并且在验收工程时用锥子凿城墙，如果凿入一寸就将负责该部分的包工头杀掉埋入城墙中。整座城池耗时4年多才修建完成:165，这也成为匈奴建造的唯一一座都城。该城池的城墙非常坚硬，據說可以磨礪刀斧，甚至于用硬物击打会冒火星。赫连勃勃给城池的东南西北四扇门分别命名为「招魏門」、「朝宋門」、「服涼門」、「平朔門」，以示自己要统一天下。城池建造好后，时任大夏国秘书监的胡义周专门为统万城作成《統萬城銘》，并雕刻在一块石碑上，立于统万城南。
北魏始光四年（427年），北魏世祖拓跋焘率军将大夏国皇帝赫连昌所部引诱出城后击溃，并顺势占领了统万城，统万城随即被改为统万镇。太和十一年（488年），孝文帝元宏将统万城改为夏州驻地，北周曾于统万城内设置总督府。隋大业元年（605年），总督府被废，统万城改为朔方郡驻地。大业十三年（617年），梁师都杀掉了朔方郡郡守，以统万城为都城自立为帝。唐貞觀二年（628年），柴绍等将领率军攻打统万城，梁师都的弟弟梁洛仁杀掉了梁师都，开城投降，统万城遂被改为夏州都督府驻地，下辖银州、绥州和夏州三州。天宝元年（742年），统万城又被改回朔方郡。乾元元年（758年），统万城重新成为夏州都督府所在地。唐代宗时期，靖边六府党项被迁于夏州以西的无定河一带，从此党项族开始活跃于银州、绥州和夏州等地。随后党项族首领拓跋守寂、拓跋思恭在唐朝平定安史之乱和黄巢起义时均立有大功，唐僖宗遂封拓跋思恭为定难军节度使、夏国公，同时赐姓李，党项族从此屯驻统万城，执掌银、绥、夏、宥四州军政大权。
自隋唐时期，大量居民前往统万城附近进行开垦，原本水草丰美的统万城逐渐被沙漠吞没:321。五代时期，统万城由于远离中原地区而并没有收到太多战火侵袭，仅被围攻两次，但城池一直处于党项族的控制之中。北宋淳化五年（994年），因李继迁投靠辽国，宋军随即攻下统万城，李继迁逃往辽国境内。宋太宗赵光义认为统万城已经深处沙漠之中，于是摧毁了这座城池，并且将城内的居民迁移到了绥州和银州等地。此后这座城池被西夏占据，并作为西夏所辖的夏州的州城。西夏乾定三年（1226年）10月，蒙古东路军攻破夏州，统万城遭到了极大的破坏。明初时城池完全废弃。此后统万城逐渐被沙漠掩埋，露出的部分城墙由于其白色的外观而被附近居民称作“白城子”。清道光二十五年（1845年）时，陕西横山知县何炳勋根据榆林府知府徐松的指示前往“白城子”调查，并确定了该处遗址即为被遗弃的统万城:320。
1956年9月，陕西省的文物工作者前往白城子遗址进行考察，肯定了何炳勋先前的推断。在这次考察中，文物工作者还清理出了铜印、铜镜、铜佛像、箭簇、瓷狮子、大瓦、花方砖等文物:320。20世纪70年代，陕西省的文物工作者对统万城遗址进行了系统的勘测，并对其中部分地点进行了发掘。1996年，中华人民共和国国务院将统万城列为全国重点文物保护单位。

## 结构

### 整体架构

统万城遗址平面图

统万城位于陕西省榆林市靖边县城北50公里的无定河北岸:319，遗址由外郭城、东城和西城三部分组成，整体规制仿造当时的长安城和洛阳城。现存城墙除东城南侧一段城墙被黄沙掩埋之外，其余均高出地面2至10米，主要由砂、黏土、石灰和水所混合而成的三合土制成，质地极硬，颜色发白:166。东城和西城的北城墙在一条直线上，但东城的南城墙比西城的南城墙位置更偏南且向东突出。城墙上每隔一段距离会修建一座用作城防用的马面，借以保护城墙和加强防御，部分马面中空，兼做仓储用途:166。所有马面和城墙均为夯土制成，每层夯土厚度普遍在15至20厘米之间，在城门附近夯层则会明显变薄，最薄处达到7厘米。城外还有用夯土建成的护城壕，壕堤顶部低于城墙基础表面3.7米。护城壕剖面呈锅底状，宽11.5米，其中壕沟宽7.1米、壕堤宽2.2米，现存深度2.2米，经钻探壕沟底部夯土厚达0.8米。整座城池通过城外无定河形成的台地、以及外郭城和东西城城墙形成了三道防御体系。主要建筑当中，王城位于西城，衙署位于东城，居民区和市场主要位于外郭城:166。此外，城内还留有多处引水渠的遗迹。

### 西城
西城周长2470米，东城墙长692米，西城墙长721米，南城墙长500米并修筑有8座马面，北城墙长557米并修筑有10座马面。各面墙的墙基厚约16米，部分城墙由于加筑了防护城墙的马面而厚达30米。西城在城墙四角处也修建有墩台，其中西南角处的墩台高达31.62米，是所有墩台当中最高的一座:166。西城共有4座城门，即招魏、朝宋、服凉、平朔四门。城门内侧建有三个瓮城，即西瓮城、南瓮城、北瓮城，但三座城门已经全部塌毁。已经发掘的西瓮城南北长38.5米、东西宽22米，瓮城内长30米、宽20.7米，深10米。该瓮城至迟在隋代城门已坍塌，门洞以夯土块封堵，瓮城内成为废墟。城门内还发现了宋代遗留下的焚毁痕迹。西门平面呈一种亚字型结构，在它的内外两侧，都有突出的夯土台，它是一种单门洞的结构，在门洞的两侧，各发现有十五个柱洞，考古人员推测其上应该有规模较大的城门结构。南侧城墙靠近西南角角墩处有一马面中空，内有楼板残迹，从中挖出了霉变的高粱米和楼板木材多达几百车。此外，西城墙内还有十余户居民所开凿的窑洞。
西城内南部的正中央位置，有一处平面矩形的高大夯土台基，类似于宫殿前楼观建筑的基础，周围散落有大量的瓦砾。宫殿遗址在西城东门偏南处，距离东城墙21米，门向南开，建有砖砌台阶。夯土围墙长约80米，宽64米，厚0.8米。遗址周围散落有大量隆起的瓦砾堆。根据台阶和柱础的位置可以推测出原宫殿由门厅、前殿和后殿组成。后殿较大，夯土台基高1.2至1.5米:166。

### 东城
东西两城均呈长方形，相互之间由一道城墙分割开。东城周长2566米，东城墙长737米，西城墙长774米，北城墙长504米并修建有7座马面，南城墙长551米，各面墙的墙基厚约10米左右。城墙的四角有凸出城外的、平面呈矩形的墩台，这些墩台普遍高出城墙。东城东部偏北有一处宫殿遗址，高出地面2米，上面有方形石础和壁画残块等，部分瓦当上的文字标注为“永隆”:166。西侧城墙与西城共用一个城门，即招魏门，北侧城墙没有城门，东侧留有一个门道，而南侧城墙由于塌毁严重而无从得知是否有城门。由于现有东城城址与西城不完全对称，东城是否与西城一同建造至今无法得到确定。

### 外郭城
外郭城呈现刀把形，周长13865.4米，面积7.7平方公里，西北部凸出，城垣走向与东西城城垣基本平行。截止2010年，外郭城仅残存东北城角墩台，从城垣连线看，城角均非直角。外郭城有可能不是一次建成，从残存城垣看，东部城垣宽达8米，西部只有1米多。

## 出土文物

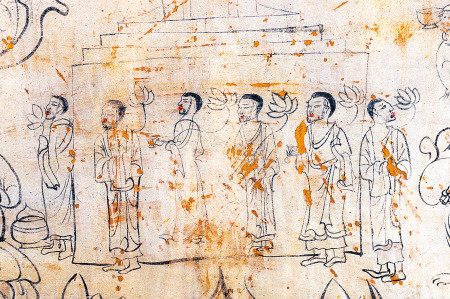
統萬城出土北朝古墓內描繪粟特人宗教儀式的壁畫。

在20世纪70年代的清理中，考古人员发现和发掘出的文物名单如下：
- 建筑材料，有砖、瓦当、瓦、滴水等，在遗址当中大量出现，且主要散落在地表；
- 石雕，如圆雕石鸟、石武士、石灯等，除石灯之外其余均有残损；
- 石碑，已残，所存文字已无法通读；
- 瓷器，其中有瓷杯、瓷灯等；
- 铜制品，其中有2件铜镜、3件铜佛像、1件铜制西部尉印，1件铜制龟形印，以及1件无法辨识的铜印；
- 陶拍，1件，圆径10厘米、把长8厘米。径面阴刻七圈圆点纹。

另據2011年的新聞報導，考古人員在勘探統萬城遺址時，意外發現一座北朝時期的壁畫墓。壁畫的宗教色彩濃郁，壁画中的粟特人的形象被考古人员描述为“烈燄紅唇”。

## 开发与保护
中华人民共和国成立后，靖边县政府组织人力进行植被恢复，初步遏制了统万城附近的荒漠化现象。在被列为全国重点文物保护单位后，统万城遗址内原有的居民被全部迁出，并在淖泥河畔重建白城子村。2002年起，榆林市政府着手对统万城进行旅游开发。2012年，统万城正式被中华人民共和国国家文物局列入中国世界文化遗产预备名单。2014年11月，在对统万城进行前期的修复和保护之后，旨在对统万城进行保护和旅游开发的统万城国家考古遗址公园建设正式启动，其核心工程是建设一座兼顾文物保护和展示的地下博物馆。2015年1月，公园相关的规划正式通过评审。

## 延伸閱讀
- 劉翠溶：〈統萬城與赫連果城：試論兩個歷史遺蹟的涵義 （页面存档备份，存于）〉.